# Керетнеу-де-Жос
Керетнеу-де-Жос (рум. Cărătnău de Jos) — село у повіті Бузеу в Румунії. Входить до складу комуни Серулешть.
Село розташоване на відстані 125 км на північний схід від Бухареста, 35 км на північ від Бузеу, 99 км на захід від Галаца, 91 км на схід від Брашова.

## Населення
За даними перепису населення 2002 року у селі проживали 123 особи, усі — румуни. Усі жителі села рідною мовою назвали румунську.